# Équipe de Taipei chinois féminine de football
Cet article traite de l'équipe féminine. Pour l'équipe masculine, voir Équipe de Taïwan de football.
Maillots
L'équipe de Taïwan féminine de football est constituée par une sélection des meilleures joueuses taïwanaises sous l'égide de la Fédération de Taipei chinois de football. Cette sélection est aussi appelée Chinese Taipei par la FIFA.
La sélection a remporté à trois reprises consécutivement les Championnats d'Asie en 1977, 1979 et 1981, et ne s'est qualifiée qu'une fois pour une Coupe du monde en 1991, où elle atteint les quarts de finale (battue par les futurs championnes de l'édition les États-Unis 7-0).

## Classement FIFA
| Année              | 2003 | 2004 | 2005 | 2006 | 2007 | 2008 | 2009 | 2010 | 2011 | 2012 | 2013 | 2014 | 2015 | 2016 | 2017 | 2018 | 2019 | 2020 | 2021 | 2022 | 2023 | 2024 |
| ------------------ | ---- | ---- | ---- | ---- | ---- | ---- | ---- | ---- | ---- | ---- | ---- | ---- | ---- | ---- | ---- | ---- | ---- | ---- | ---- | ---- | ---- | ---- |
| Classement mondial | 23   | 23   | 25   | 27   | 30   | 33   | 35   | 36   | 42   | 43   | 39   | 40   | 38   | 39   | 42   | 40   | 40   | 39   | 39   | 39   | 42   | 42   |
| Classement AFC     | 5    | 5    | 6    | 6    | 6    | 7    | 8    | 8    | 9    | 9    | 8    | 8    | 8    | 8    | 9    |      | 8    | 7    | 8    | 7    | 8    | 8    |

## Palmarès

### Parcours enCoupe du monde féminine de football
- 1991 : Quart de finale
- 1995 : Non qualifiée
- 1999 : Non qualifiée
- 2003 : Non qualifiée
- 2007 : Non qualifiée
- 2011 : Non qualifiée
- 2015 : Non qualifiée
- 2019 : Non qualifiée
- 2023 : Non qualifiée
- 2027 : À venir
- 2031 : À venir
- 2035 : À venir

### Parcours auxJeux olympiques
- 1996 : Non qualifiée
- 2000 : Non qualifiée
- 2004 : Non qualifiée
- 2008 : Non qualifiée
- 2012 : Non qualifiée
- 2016 : Non qualifiée
- 2020 : Non qualifiée
- 2024 : Non qualifiée
- 2028 : À venir
- 2032 : À venir

### Coupe d'Asie féminine de football
- 1975 : non inscrit
- 1977 :  Vainqueur
- 1979 :  Vainqueur
- 1981 :  Vainqueur
- 1983 : non inscrit
- 1986 : non inscrit
- 1989 :  Finaliste
- 1991 :  3e
- 1993 : 4e
- 1995 :  3e
- 1997 : 4e
- 1999 :  Finaliste
- 2001 : Tour préliminaire
- 2003 : Tour préliminaire
- 2006 : Tour préliminaire
- 2008 : Tour préliminaire
- 2010 : Non qualifiée
- 2014 : Non qualifiée
- 2018 : Non qualifiée
- 2022 : Quarts de finale
- 2026 : Qualifiée
- 2029 : À venir

### Championnat d'Asie de l'Est féminin de football
- 2005 : Non disputée
- 2008 : Tour préliminaire
- 2010 : Tour préliminaire
- 2013 : Tour préliminaire
- 2015 : Tour préliminaire
- 2017 : Tour préliminaire
- 2019 : 4e
- 2022 : 4e
- 2025 : 4e